# Lonicera webbiana
Lonicera webbiana är en kaprifolväxtart som beskrevs av Nathaniel Wallich. Lonicera webbiana ingår i släktet tryar, och familjen kaprifolväxter. Utöver nominatformen finns också underarten L. w. mupinensis.

## Bildgalleri

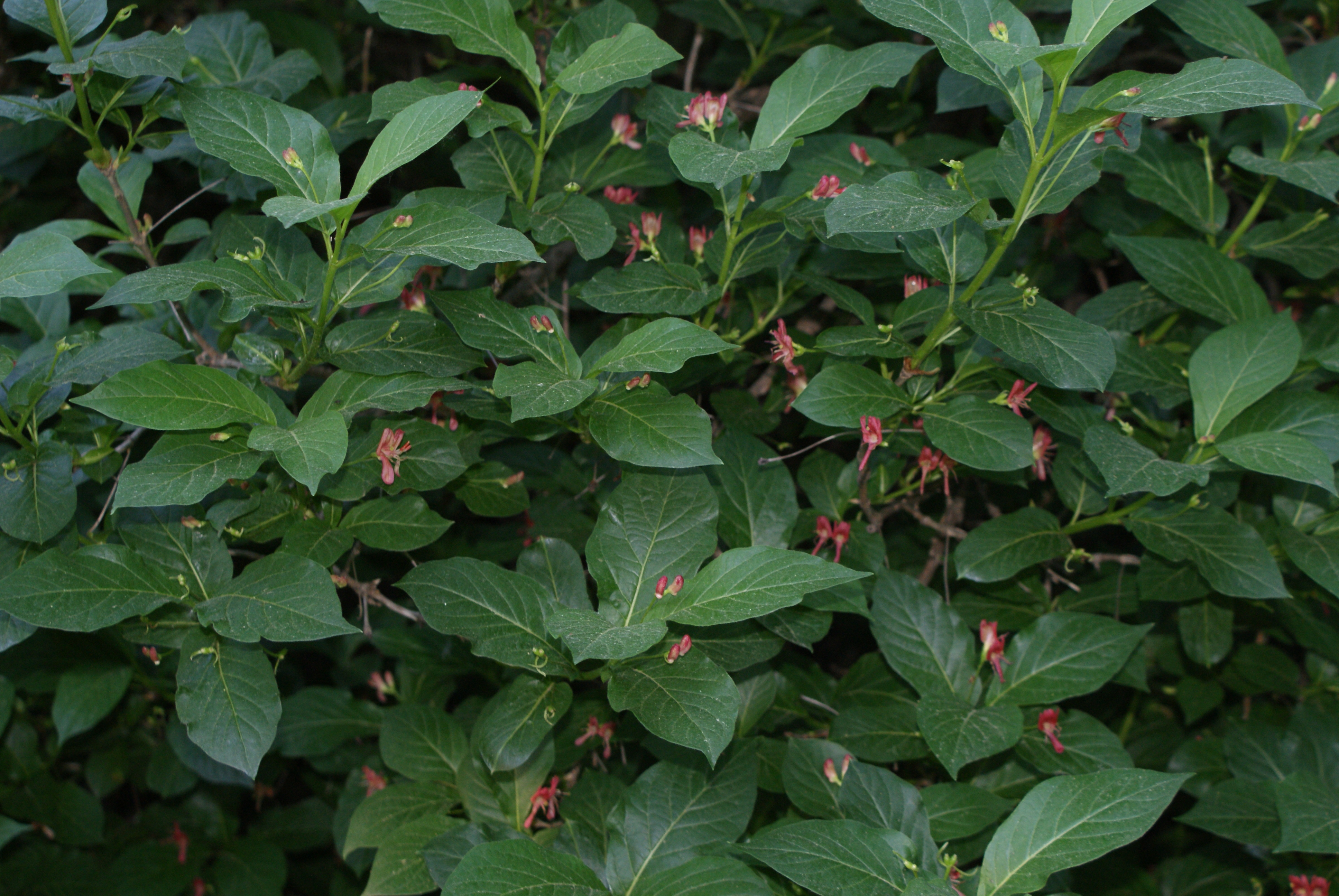